# UNIMA Catalunya
UNIMA Catalunya és un organisme sense afany de lucre fundat a Barcelona el 1983 que agrupa els amics del teatre de titelles dins el territori català.

## Descripció
Des de la seva constitució, UNIMA Catalunya ha esdevingut referència imprescindible del teatre de titelles a casa nostra. Sempre s’ha definit com una entitat oberta a tothom que des de qualsevol àmbit vulgui conèixer la tradició del teatre de titelles i contribuir al desenvolupament de l’art de la marioneta en qualsevol de les seves disciplines. Les seves activitats s’han diversificat tant com ha pogut, sempre des del voluntariat i la militància titellaire, ja que no hi ha cap càrrec remunerat. Així, del 1973 al 2004 col·laborà amb el Festival Internacional de Titelles i Teatre Visual de Barcelona. Paral·lelament, a partir del 1983, organitzà les edicions de la Mostra de Titelles de l’Estat espanyol, en la primera de les quals es pogueren veure més de 200 espectacles. També recolzà la creació, a través de la companyia La Fanfarra, del Teatre Malic (1984-2002), dedicat principalment al teatre de marionetes. Al mateix temps, gràcies a les persones i grups titellaires que s’hi han associat, s’ha pogut fer front a problemàtiques solidàries, realitzar activitats socials i culturals, així com realitzar actes promocionals i accions reivindicatives pròpies del sector. Entre les iniciatives endegades des d’UNIMA Catalunya cal destacar la lluita, pels volts del 1990, per preservar un focus d’agitació i d’aprenentatge titellaire a Barcelona com era la Casa-Taller de Marionetas de Pepe Otal; l’organització, el 1993, de la I Fira Titellaire de Caldes de Montbui, una campanya per recaptar fons per a la malaltia que aleshores patia l’artista i titellaire Romà Martí de la companyia Badabadoc, a més de la formació, el setembre del mateix any, d’una comissió solidària dins l’associació que donà lloc a la creació de Titelles per la Pau. Aquesta iniciativa va néixer sobretot amb l’objectiu d’anar a actuar en camps de refugiats i comunitats marginals utilitzant el riure com a teràpia i els titelles com a missatgers de la pau i la solidaritat. L’abril del 1986, UNIMA Catalunya publicà la revista Llengüeta, de la qual només n’aparegué un únic número. En les seves divuit pàgines s’hi podia llegir informació general de l’associació i, a més, també hi havia articles d’opinió, ressenyes, entrevistes, calendari d’actuacions titellaires, notícies i bibliografia d’interès del sector.

## Història
Si bé UNIMA Catalunya es va constituir formalment el 1983, el seu origen cal anar-lo a buscar pels volts dels anys 1972-1973 i situar-lo a l’Institut del Teatre de Barcelona. Els seus impulsors inicials foren titellaires i companyies com L’Estaquirot, Titelles Babi, L’Espantall o Joan Baixas, que creien en la necessitat de crear algun tipus d’associació per compartir inquietuds i experiències, i al mateix temps aglutinar i donar veu al sector del teatre de titelles a Catalunya.
Cronològicament, aquests objectius coincidiren amb el primer Festival Internacional de Titelles de Barcelona, que se celebrà el 1973 i fou organitzat pel departament de titelles i marionetes l’Institut del Teatre. Igualment important fou la creació, l’any 1975-1976, de l’Escola de Titelles al mateix Institut per part de Joan-Andreu Vallvé i Josep Maria Carbonell, ambdós integrants del grup L’Espantall, així com la creació del taller de marionetes del mestre anglès Harry V. Tozer.
D’altra banda, cap al 1976, també es creà l’Associació Catalana de Titellaires (ACT), oberta no només a titellaires sinó també a grups d’animació i provinents del món del circ. Arran d’això, es va insistir en la idea que calia crear una associació dedicada exclusivament al teatre de titelles de Catalunya. Però van haver de passar encara set anys fins que el 14 de febrer de 1983 es constituí oficialment, amb el suport de la pràctica totalitat de titellaires del país, UNIMA Catalunya connectada directament amb UNIMA (acrònim d’Unió Internacional de la Marioneta), organisme membre de l’Institut Internacional del Teatre i beneficiària d'estatut Consultiu de la UNESCO, que agrupa, defensa i representa a titellaires i amants de les arts vinculades al teatre de titelles, i que està present en un centenar d’estats dels cinc continents, sent l'associació internacional de les Arts Escèniques més antiga del món, creada a Praga (Txèquia) el 1929.
D’ençà del 1984, atès que els estatuts d’aquesta institució només reconeixen la possibilitat de crear centres nacionals en un marc estatal, l’organisme català hi és representat a través d’UNIMA Federación España, que és l'ens sota el qual es coordinen totes les associacions territorials de l’Estat espanyol (Unima Catalunya, Unima Andalucia, Unima Euskal-Herria, Unima Pais Valencià, Titereros Asociados de Castilla La Mancha, Unima Aragón, Unima Asturias, Unima Illes Balears, Unima Castilla-La Mancha, Unima Castilla-León, Unima Extremadura, Unima Galicia, Unima Madrid i Unima Murcia). Des de la seva fundació, han estat presidents de la secció catalana d’UNIMA Llibert Albiol, Eugenio Navarro, Carles Cañellas, Albert Albà, Xesco Quadras, Eudald Ferré i, actualment (2023), n’ocupa de nou el càrrec Carles Cañellas.